# HD 204485
HD 204485，又名BD+31 4462，SAO 71371、HR 8220，是一颗恒星，视星等为5.8，位于銀經80.53，銀緯-13.44，其B1900.0坐标为赤經21h 23m 51.8s，赤緯+31° -13.44′ 15″。